# ISO 3166-2:GH
ISO 3166-2:GH is een ISO-standaard met betrekking tot de zogenaamde geocodes. Het is een subset van de ISO 3166-2 tabel, die specifiek betrekking heeft op Ghana.
De gegevens werden tot op 27 november 2015 geüpdatet op het ISO Online Browsing Platform (OBP). Hier worden 10 regio’s -  region (en) / région (fr) – gedefinieerd.
Volgens de eerste set, ISO 3166-1, staat GH voor Ghana, het tweede gedeelte is een tweeletterige code.

## Codes
| Code  | Naam          |
| ----- | ------------- |
| GH-AH | Ashanti       |
| GH-BA | Brong-Ahafo   |
| GH-CP | Central       |
| GH-EP | Eastern       |
| GH-AA | Greater Accra |
| GH-NP | Northern      |
| GH-UE | Upper East    |
| GH-UW | Upper West    |
| GH-TV | Volta         |
| GH-WP | Western       |